# 折橋徹彦
折橋 徹彦（おりはし てつひこ、1936年10月12日 - ）は、日本の社会心理学者、関東学院大学名誉教授。

## 来歴
東京出身。1961年成蹊大学政治経済学部卒、1962年一橋大学大学院社会学研究科修士課程修了。1968年同博士課程中退。指導教官は南博。ケント大学大学院にフルブライト留学生として学ぶ。関東学院大学文学部助教授、教授。2007年定年、名誉教授、武蔵野学院大学教授。

## 著書
- 『状況の人間行動』川島書店 1971
- 『人づき合いの科学 日本型社会の文法』広済堂出版 1981
- 『やりにくい相手とうまくやる法』日本実業出版社 1983
- 『人生の社会心理』八千代出版 関東学院大学人文科学研究所選書 1991
- 『箱根温泉旅館・福住樓 「行楽」の社会心理史の試み』創元社 2010

### 共編著
- 『シルクロード紀行 イラン・トルコの遺跡を訪ねて』北川原俊一郎共著 花曜社 1974
- 『現代社会と人間の課題 富田富士雄教授古稀記念論文集』河村十寸穂ほか共編 新評論 1980
- 『若者の読み方 「見えすぎる社会」にとまどう意識と行動』石川弘義共著 広済堂出版 1988
- 『うその自己分析 虚感の時代を生きる』杉田正樹共著 日本評論社 1999

### 翻訳
- モーリス・マッカフレィ『政治広告入門 選挙に勝ち抜く広告術』渋谷重光,沖野安春共編訳 久保田宣伝研究所 宣伝会議ユニークブックス 1968
- 『ゴッフマンの社会学 2 出会い 相互行為の社会学』佐藤毅共訳 誠信書房 1985

## 論文
- <折橋徹彦